# Пустоха (річка)
Пусто́ха — річка в Україні, у межах Бердичівського та Андрушівського районів Житомирської області. Ліва притока Гуйви (басейн Дніпра). 
Бере початок на південь від села Хмелище. Тече спочатку на північ, далі круто повертає на схід, у нижній течії тече на північний схід. Впадає до Гуйви на схід від села Гальчина. 
Довжина 33 км, площа басейну 256 км². Долина трапецієподібна, завширшки до 2,5 км, завглибшки до 30 м. Заплава завширшки до 300 м, у верхній течії частково заліснена. Річище слабозвивисте, завширшки до 5 м, завглибшки до 0,5 м. Похил річки 1,3 м/км. Споруджено ставки. 
Населені пункти вздовж  берегової смуги: Скаківка, Журбинці, Никонівка, Малі Мошківці, Червоне, Котівка, Нехворощ.

## Притоки
Горбатка, Настя (праві). 